# Shadows (film, 1931)
Pour plus de détails, voir Fiche technique et Distribution.
Shadows est un film britannique réalisé par Alexander Esway, sorti en 1931.

## Fiche technique
- Titre : Shadows
- Réalisation : Alexander Esway
- Scénario : Rodney Ackland (en) et Frank Miller (en)
- Pays de production : Royaume-Uni
- Format : Noir et blanc - 1,37:1 - Mono
- Genre : drame
- Durée : 57 minutes
- Date de sortie : 1931

## Distribution
- Jacqueline Logan : Fay Melville
- Bernard Nedell : Press Rawlinson
- Gordon Harker (en) : Earole
- Derrick De Marney : Peter
- Molly Lamont : Jill Dexter
- D. A. Clarke-Smith (en) : Gruhn
- Wally Patch (en) : Cripps
- Mary Clare : Lily
- Mark Lester : Herb
- Roy Emerton (en) : Capitaine